# Phigalia obscurata
Phigalia obscurata är en fjärilsart som beskrevs av Karl Schawerda 1919. Phigalia obscurata ingår i släktet Phigalia och familjen mätare. Inga underarter finns listade i Catalogue of Life.